# Thomas Hildebrand Preston
Thomas Hildebrand Preston, 6. Baronet (geboren 2. Juni 1886; gestorben 30. Dezember 1976) war ein britischer Diplomat.

## Leben und Tätigkeit
Preston war der älteste Sohn von William Thomas Preston und seiner Ehefrau Alice Mary Stevens. Nach dem Besuch der Westminster School in London studierte Preston an der Universität Cambridge, an der Ecole des Sciences Politiques in Paris und an der Universität München.
Um 1910 trat er in den britischen Diplomatischen Dienst ein. Am 23. Mai 1913 wurde er zum britischen Vizekonsul in Jekaterinburg in Russland ernannt. Am 29. Juli 1916 wurde er zum Konsul seiner Regierung für Perm, die westsibirische Regierung in Tobolsk und das Akmolinsk-Territorium – weiterhin mit Dienstsitz in Jekaterinburg – ernannt. Als diese Stadt am 13. Juli 1919 im Zuge des russischen Bürgerkrieges evakuiert wurde, verließ auch Preston sie. Im Oktober 1919 wurde er nach Wladiwostok versetzt, um dort nachrichtendienstliche Aufgaben wahrzunehmen. Zum 30. Oktober 1919 wurde er als neuer Konsul dort bestallt. Anschließend wurde er zeitweise in der Abteilung für Überseehandel im Britischen Foreign Office in London beschäftigt.
Am 4. August 1922 wurde Preston der damals nach Moskau entsandten britischen Handelsmission zugeteilt. Nach dem Abschluss derselben wurde er im November 1922 als neuer britischer Konsul in Petrograd/Leningrad eingesetzt. Nach dem zeitweisen Abbruch der diplomatischen Beziehungen seiner Heimat zur Sowjetunion im Jahr 1927 verließ er diese am 3. Juni 1927. Er wurde stattdessen auf den Posten des Konsuls in Turin versetzt, den er vom 23. September 1927 bis 3. Juli 1929 innehatte.
Zum 31. Juli 1929 (Dienstantritt am 7. Dezember 1929) übernahm Preston den Posten des britischen Konsuls bei der litauischen Regierung in Kaunas (Kovno), den er zehn Jahre lang beibehielt. In dieser Stellung wurde er am 10. Februar 1930 zum Sekretär 2. Grades, am 17. Juli 1935 zum Sekretär 1. Grades und am 1. Dezember zum Rat (Counsellor) im diplomatischen Dienst befördert. Zum 12. Juni 1940 wurde er zum außerordentlichen Gesandten und Ministerialbevollmächtigten (Minister Plenipotentiary) erhoben. In dieser Stellung verhalf er 1940 vierhundert (nach anderen Angaben eintausendzweihundert) litauischen Juden zur Flucht nach Palästina, indem er diesen illegal die entsprechenden Papiere ausstellte und ihnen so die Ausreise über die Türkei nach dem Nahen Osten ermöglichte.
Im September 1940 wurde er anlässlich der Auflösung seiner bisherigen Dienststelle im Zusammenhang mit der militärischen Entwicklung dieser Zeit nach Istanbul versetzt. Vom 18. Juni 1941 bis 1948 bekleidete er den Posten eines Legationsrates (Counsellor in the Diplomatic Service) bei der britischen Botschaft in Kairo.
Für den Fall einer erfolgreichen Invasion Großbritanniens setzte das Reichssicherheitshauptamt in Berlin Preston 1940 auf die damals in dieser Dienststelle zusammengestellte Sonderfahndungsliste G.B., ein Verzeichnis von Personen, die bei einer deutschen Besetzung des Landes automatisch und vorrangig von Sondereinheiten der SS verhaftet werden sollte, gesetzt.

## Schriften
- Before the Curtain, 1950.